# عدالت خودسر

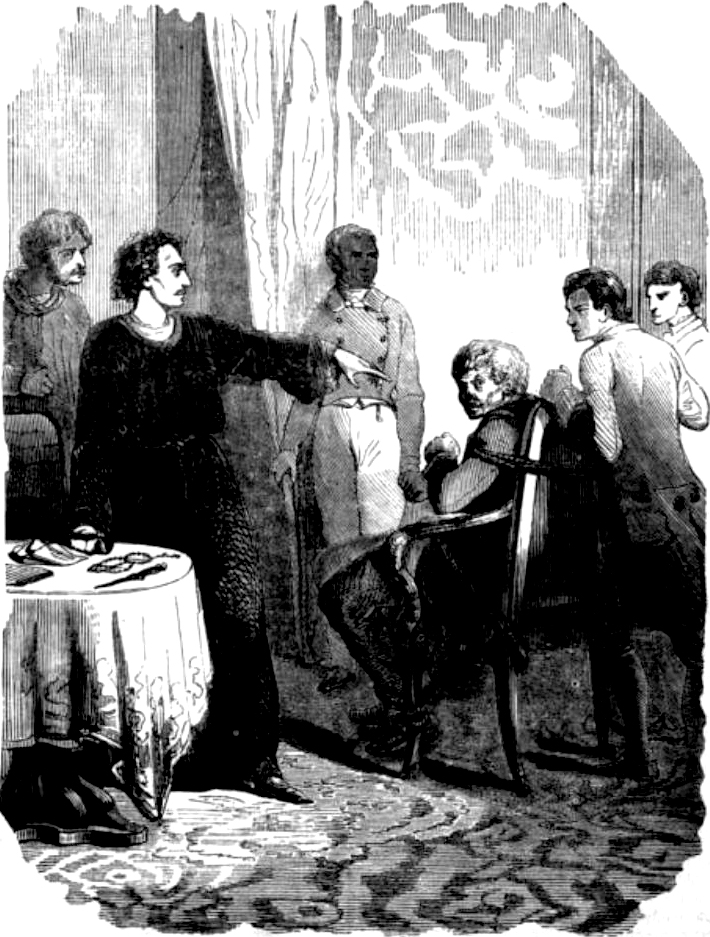
شاهزاده رودولف خود شخصاً مجازات را بر مجرمی با لقب «باسوادی» اجرا می‌کند. تصویرسازی از رمان «اسرار پاریس» اثر اوژن سو.

عدالت خودسر (انگلیسی: Frontier justice) یا عدالت خیابانی یک تنبیه فراقانونی است که به صورت خودسرانه در پی عدم وجود قانون و نظم و نارضایی از عدالت موجود توسط افراد و گروه‌ها توسط خودشان اجرا می‌شود.